# Ebalia clarionensis
Ebalia clarionensis is een krabbensoort uit de familie van de Leucosiidae. De wetenschappelijke naam van de soort is voor het eerst geldig gepubliceerd in 1935 door Rathbun.